# Molla Mallory
Anna Margrethe „Molla“ Bjurstedt Mallory (* 6. März 1884 in Mosvik; † 22. November 1959 in Stockholm, Schweden) war eine norwegisch-US-amerikanische Tennisspielerin. Sie galt als eine der besten norwegischen Tennisspielerinnen.

## Leben

### Anfänge in Norwegen und den Vereinigten Staaten
Molla Bjurstedt wurde 1884 in Mosvik, in der norwegischen Provinz Trøndelag, als Tochter eines Rittmeisters im norwegischen Militär geboren. Ihre jüngere Schwester Valborg (1885–1968) wurde ebenfalls erfolgreiche Tennisspielerin. 1887 zog die Familie nach Kristiania, wo sie 1903 19-jährig mit dem Tennisspielen begann.
1915 beschloss sie, aufgrund besserer beruflicher Perspektiven in die Vereinigten Staaten zu gehen, wo man ihr eine Arbeitsstelle als Masseurin anbot. Bjurstedt war zu diesem Zeitpunkt bereits achtfache nationale norwegische Tennismeisterin und hatte bei den Olympischen Spielen 1912 eine Bronzemedaille im Rasen-Einzel errungen. Trotzdem war sie in den USA als Tennisspielerin nahezu unbekannt. 1920 heiratete sie den Börsenmakler Franklin Mallory heiraten und nahm dessen Namen an.
Im selben Jahr meldete sie bei den Amerikanischen Hallenmeisterschaften und besiegte als Ungesetzte die Titelverteidigerin Marie Wagner mit 6:4 und 6:4. Dies war der erste von insgesamt fünf Titeln bei den US-Hallenmeisterschaften. Im selben Jahr siegte Bjurstedt auch in Cincinnati. Sie verfügte bei ihren Schlägen zwar nicht über die Bandbreite und das Variantenreichtum anderer Tennisspielerinnen; sie machte diesen Makel aber durch ihre hart geschlagene Vorhand, immensen Kampfgeist und Athletik wett. Bjurstedt war Grundlinienspielerin. Das Charakteristikum ihres Spiels bestand darin, den Ball sehr früh im Aufsteigen zu treffen und ihn dann von Ecke zu Ecke zu jagen und so die Gegnerin stets in Bewegung zu halten. Ihre kurz gespielten Aufschlag-Returns waren zudem die strategische Antwort auf ans Netz stürmende Angriffsspielerinnen.

### Rekordsiege bei den Amerikanischen Meisterschaften
Mallory gewann die amerikanischen Tennismeisterschaften (heute US Open) 1915 bis 1918, 1920 bis 1922 und 1926 – insgesamt acht Mal und damit so oft wie bislang niemand. Ihre 1915 beginnende Rekordserie von sieben US-Open-Triumphen bei acht Finalteilnahmen (einzige Halbfinalniederlage 1919) endet erst im Jahre 1923. Sie unterlag der jungen Helen Wills Moody mit 2:6 und 1:6. Zwei Jahre später, mit 42 Jahren, gelang ihr ein letzter großartiger Erfolg: Mallory, die im Finale mit 0:4 zurücklag und später gegen die aufschlagende Elizabeth Ryan einen Matchball abwehren musste, vermochte das Spiel noch zu drehen. Ein Jahr später erreichte Mallory 43-jährig das Viertelfinale – es ist das schlechteste Resultat, das Mallory in all den Jahren in Forest Hills erzielte. Ihren endgültigen Abschied von den US Open gab sie 1929 im Halbfinale. Neben dem Einzel gewann sie auch im Doppel (1916, 1917) und im Mixed (1917, 1922, 1923) Titel bei den US-amerikanischen Meisterschaften. 1924 spielte sie auch bei den Olympischen Spielen 1924, wo sie als bestes Resultat das Viertelfinale im Einzel erreichte. Wie schon 1912 trat sie für ihr Heimatland Norwegen an, das Land für das sie als erste Frau überhaupt antrat.

### Gipfeltreffen: Mallory schlägt Lenglen
Ihren bemerkenswertesten Erfolg und die größte Berühmtheit erlangte Mallory im Jahre 1921 in einem Zweitrunden-Spiel der Amerikanischen Meisterschaften, das nach einer Aufgabe Lenglens für die norwegischstämmige US-Amerikanerin endete. Gegnerin Mallorys war Suzanne Lenglen. Die Französin, eine der berühmtesten Spielerinnen ihrer Zeit, gilt als der erste weibliche Weltstar des Sports. Insofern erhielt das erste Zusammentreffen zwischen den beiden besten Spielerinnen Nordamerikas und Europas eine mit Spannung erwartete Brisanz.
Mallory gewann den ersten Satz mit 6:2 und spielte – so sagen es die amerikanischen Presseberichte jener Zeit – besonders auf ihrer Vorhandseite mit einer Schlaghärte und Präzision, die ihre Gegnerin überraschte. Lenglen, die viel laufen musste, um Mallorys Schläge zu erreichen, litt im Verlaufe des Spiels an immer stärker werdenden Hustenanfällen und Weinkrämpfen und erklärte schließlich nach den ersten beiden Punkten des zweiten Satzes ihre Aufgabe. Diese Entscheidung wurde vom Publikum sehr negativ aufgenommen. Lenglens lebenslange asthmatische Probleme sind dokumentiert: Ein Arzt, so ihr italienischer Biograph Gianni Clerici, habe nach dem Spiel Keuchhusten diagnostiziert. Der eigentliche Grund der Reise habe in der Absicht Lenglens bestanden, durch Schaukämpfe Geld für das kriegszerstörte Frankreich zu sammeln.
Molla Mallory Bjurstedts Sieg durch Aufgabe Lenglens sollte die einzige Niederlage der Französin zwischen dem Kriegsende 1919 und ihrem Übertritt zu den Profis im Jahre 1927 bleiben. Dieser Umstand sowie der Charakter eines Gipfeltreffens zwischen alter und neuer Welt machten das Spiel und sein unerwartetes Ergebnis zu einem viel und kontrovers diskutierten Thema dies- und jenseits des Atlantiks.
Ein Jahr später traf Mallory im Finale von Wimbledon erneut auf Lenglen: Sie verlor das Spiel in nur 26 Minuten mit 2:6 und 0:6. Dennoch war das Erreichen des Finals ihr bestes Resultat bei dem Turnier. Einige Wochen später im Finale des Turniers in Cannes konnte Mallory bei einem erneuten Duell nicht ein einziges Spiel gewinnen und verlor 0:6 und 0:6. Es war gleichzeitig auch das letzte Duell zwischen Mallory und Lenglen.

### Nach der Karriere
Im Jahr 1958 wurde Mallory in die International Tennis Hall of Fame aufgenommen. Sie starb am 21. November 1959 im Alter von 75 Jahren.